# Соперничество миллиардеров в космосе
Соперничество миллиардеров в космосе — характерное для XXI века соперничество частных предпринимателей-миллиардеров в освоении нового космоса. Основные направления конкуренции: запуски в мезосфере и термосфере; орбитальные запуски и суборбитальные туристические полеты.
Наиболее заметные участники:
- Илон Маск (США). Владелец компании SpaceX; развивает проект колонизации Марса.
- Джефф Безос (США). Основатель компании Blue Origin; планирует развитие промышленной базы в космосе.
- Ричард Брэнсон (Великобритания). Основатель компании Virgin Galactic; область интересов: космический туризм, низкоорбитальные запуски и суборбитальные межконтинентальные перевозки.
- Пол Аллен (США, умер в 2018). Основал компанию Vulcan Inc.[англ.]. Интересы: развитие средств экономичного вывода грузов на околоземную орбиту.
- Юрий Мильнер (Израиль). Поддерживает проект межзвёздного зонда Breakthrough Starshot.

11 июля 2021 года Ричард Брэнсон совершил суборбитальный полёт на космолёте Unity.
20 июля 2021 года суборбитальный полёт на корабле New Shepard совершил Джефф Безос.
16 сентября 2021 года Илон Маск в суборбитальный полёт запустил корабли Inspiration4 на Crew Dragon.